# گمینا گروجیسک
گمینا گروجیسک (به لهستانی:  Gmina Grodzisk) یک گمینا در لهستان است که در شهرستان شمیاتچه واقع شده‌است. گمینا گروجیسک ۲۰۳٫۲۱ کیلومتر مربع مساحت و ۴٬۵۹۶ نفر جمعیت دارد.